# Tatra V570
Tatra V570 – prototyp samochodu osobowego o aerodynamicznym nadwoziu, projektu autorstwa Hansa Ledwinki opracowany w latach 1931–1933.

## Historia
W latach 30. XX wieku zaczęto przywiązywać wagę do aerodynamiki nadwozi samochodowych, lecz początkowo projektanci zajmowali się jedynie nadaniem opływowego kształtu poszczególnym elementom nadwozi, jak błotniki. Jednym z pierwszych przedsiębiorstw, które podjęło się opracowania i wdrożenia do produkcji całego opływowego nadwozia była czechosłowacka Tatra z Kopřivnice. Pod kierunkiem głównego konstruktora Hansa Ledwinki powstała tam seria samochodów z nietypowo wówczas umieszczonym silnikiem z tyłu i opływowym nadwoziem projektu Ericha Überlackera. Wdrożyły one w życie idee inżyniera Paula Jaraya, będącego jednym z pionierów kompleksowego podejścia do aerodynamiki samochodów w oparciu o badania w tunelu aerodynamicznym.  Hans Ledinka i jego syn Erich uważali, że najlepsze możliwości dla uzyskania opływowego nadwozia daje silnik z tyłu, który przy napędzie na tylne koła ma ponadto zalety płynące z eliminacji wału napędowego i środkowego tunelu. W 1931 roku skonstruowano pierwszy prototyp małego samochodu z silnikiem z tyłu V570, który jeszcze nie miał specjalnego nadwozia aerodynamicznego. W 1933 roku zbudowano drugi prototyp, który otrzymał już aerodynamiczne nadwozie.

## Charakterystyka
- Tatra V570 1931, 1933
- Tatra 77 1933–1938
- Tatra 87 1936–1950
- Tatra 97 1936–1939
- Tatra 600 Tatraplan 1946–1952
- Tatra 603 1956–1975

V 570 miał być napędzany chłodzonym powietrzem dwucylindrowym bokserem o pojemności 854 cm³ i mocy 18 KM z rozrządem OHV umieszczonym za tylną osią. Silnik wraz ze sprzęgłem jednotarczowym, czterobiegową skrzynią biegów i skrzynią rozdzielczą są częścią jednej jednostki, napędzana jest tylna oś. Maksymalna prędkość samochodu to 75-80 km/h. Powietrze chłodzące wpadało do komory silnika przez żebrowane szczeliny za tylnymi szybami. Samochód miał być produkowany zarówno w wersji zamkniętej, jak i otwartej.
V 570 ma opływowe nadwozie, z wystającymi reflektorami i opadającą zarówno przednią, jak i tylną częścią nadwozia. Samochód posiada stalowe nadwozie z drewnianą ramą. Drzwi otwierają się w kierunku przeciwnym do kierunku jazdy. Szkielet podwozia spawany był z rur. Pojazd posiada hamulce mechaniczne.
Opływowe nadwozie V 570 jest pod wieloma względami podobne do późniejszego VW Garbusa. Hans Ledwinka i Ferdinand Porsche znali się osobiście i konsultowali swoje doświadczenia i sugestie.

## Dalsze losy
Zarząd firmy Tatra zrezygnował z kierowania V570 do produkcji, uznając, że nowatorskie w tamtym czasie nadwozie opływowe lepiej sprawdzi się w luksusowym małoseryjnym modelu, a nie popularnym samochodzie. Prototyp V 570 posłużył jako wzór dla samochodu Tatra 77 z ośmiocylindrowym silnikiem produkowanego od 1934 roku.
Tatra V 570 znajduje się obecnie w Muzeum Tatry w Kopřywnicy, do którego po 30 latach codziennego użytkowania został przekazany przez prywatnego właściciela, który po testach odkupił go od firmy. Nie jest jednak w stanie pierwotnym.